# شويا أندو
شويا أندو (باليابانية: 安藤 駿冶) (25 أكتوبر 1991 في آيتشي في اليابان – )؛ هو لاعب كرة قدم ياباني سابق كان يلعب كمدافع.

## وصلات خارجية
- شويا أندو على موقع رابطة كرة القدم اليابانية للمحترفين (اليابانية)